# Quận của tỉnh Moselle
9 quận của tỉnh Moselle gồm:
1. Quận Boulay-Moselle, (quận lỵ: Boulay-Moselle) với 3 tổng và 96 xã. Dân số của quận này là 74.756 người năm 1990, 74.628 người năm 1999, tăng trưởng dân số là 0.17%.
2. Quận Château-Salins, (quận lỵ: Château-Salins) với 5 tổng và 128 xã. Dân số của quận này là 28.315 người năm 1990, và 28.480 người năm 1999, tăng trưởng dân số là 0.58%.
3. Quận Forbach, (quận lỵ: Forbach) với 7 tổng và 73 xã. Dân số của quận này là 180.973 người năm 1990, và 176.036 người năm 1999, tăng trưởng dân số là 2.73%.
4. Quận Metz-Campagne, (tỉnh lỵ của tỉnh Moselle: Metz) với 9 tổng và 142 xã. Dân số của quận này là 202.545 người năm 1990, và 211.863 người năm 1999, tăng trưởng dân số là 4.6%.
5. Quận Sarrebourg, (quận lỵ: Sarrebourg) với 5 tổng và 102 xã. Dân số của quận này là 60.817 người năm 1990, và 62.098 người năm 1999, tăng trưởng dân số là 2.11%.
6. Quận Sarreguemines, (quận lỵ: Sarreguemines) với 6 tổng và 83 xã. Dân số của quận này là 97.442 người năm 1990, và 99.980 người năm 1999, tăng trưởng dân số là 2.6%.
7. Quận Thionville-Est, (quận lỵ: Thionville) với 6 tổng và 75 xã. Dân số của quận này là 123.152 người năm 1990, và 127.541 người năm 1999, tăng trưởng dân số là 3.56%.
8. Quận Thionville-Ouest, (quận lỵ: Thionville) với 6 tổng và 30 xã. Dân số của quận này là 123.708 người năm 1990, và 119.045 người năm 1999, tăng trưởng dân số là 3.77%.
9. Quận Metz-Ville, (prefecture của tỉnh Moselle département: Metz) với 4 tổng và one commune. Dân số của quận này là 119.594 người năm 1990, và 123.776 người năm 1999, tăng trưởng dân số là 3.5%.